# Mineral Springs (Carolina do Norte)
Mineral Springs é uma cidade  localizada no estado norte-americano de Carolina do Norte, no Condado de Union.

## Demografia
Segundo o censo norte-americano de 2000, a sua população era de 1370 habitantes.
Em 2006, foi estimada uma população de 2493, um aumento de 1123 (82.0%).

## Geografia
De acordo com o United States Census Bureau tem uma área de
19,6 km², dos quais 19,6 km² cobertos por terra e 0,0 km² cobertos por água.

## Localidades na vizinhança
O diagrama seguinte representa as localidades num raio de 16 km ao redor de Mineral Springs.